# El Arfji
El Arfji (também escrito El Arfsi) é uma vila na comuna de Reguiba, no distrito de Reguiba, província de El Oued, Argélia. A vila está localizada numa estrada local a 8 quilômetros (5 milhas) a sudoeste de Reguibra.